# Daniela Escobar

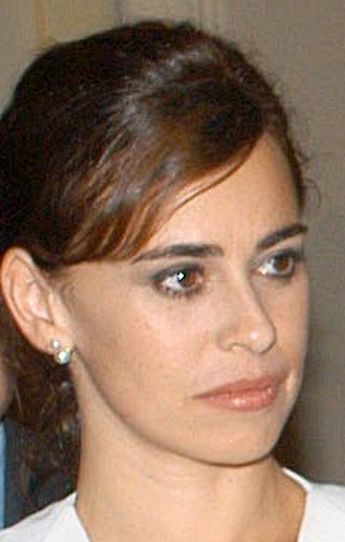
Daniela Escobar

Daniela Escobar Duncan (sinh ngày 16 tháng 1 năm 1969, tại São Borja) là một nữ diễn viên và người dẫn chương trình truyền hình người Brazil.

## Tiểu sử
Daniela Escobar sinh ra ở São Borja, thuộc bang Rio Grande do Sul. Năm mười tuổi, cô cùng gia đình chuyển đến Porto Alegre. Năm mười sáu tuổi, cô bắt đầu tham gia Truyền thông xã hội (Quảng cáo và Tuyên truyền) tại PUCRS. Ở tuổi 19, cô đã chọn Rio de Janeiro là nơi cô thực sự muốn sống. Cuối cùng, cô đã thay đổi môn Quảng cáo cho các lớp học về nhà hát, bài hát và khiêu vũ.

## Nghề nghiệp
Trong phim, Daniela Escobar đóng vai chính trong bộ phim Diário de um Novo Mundo. Daniela Escobar được coi là một trong những nữ diễn viên xuất sắc nhất của thế hệ mới. Diễn xuất đáng nhớ nhất của cô vẫn là tác phẩm cô đã đưa ra trong tiểu thuyết O Clone 2001, trong đó Daniela Escobar vào vai một người mẹ đau khổ và đấu tranh để lấy lại niềm tin của con gái mình, một người nghiện ma túy. Năm 2005, cô tham gia vở opera xà phòng América.
Rất quan tâm không chỉ đến diễn xuất, mà trong các khía cạnh khác nhau của sản xuất phim, Daniela Escobar tiếp tục học ba năm tại Đại học danh tiếng California, Los Angeles. Đó là lần thứ hai xung quanh Daniela ở Bắc Mỹ, vì Daniela đã ở Mỹ trước năm 1997, lúc đó đang học kịch, tại John Starsberg Studios. Trở lại Brazil năm 2010, cô thành lập một công ty sản xuất, có trụ sở tại São Paulo, hợp tác với một người bạn Mỹ.
Vào năm 2010, một lần nữa, Daniela Escobar diễn trên sân khấu, cùng với nam diễn viên Daniel de Oliveira trong bộ phim gây tranh cãi 400 Contra 1 - Uma História do Crime Organizado, một câu chuyện về sự trỗi dậy của tổ chức tội phạm Commando Vermelho. Bộ phim được đạo diễn bởi Caco Souza.
Năm 2011, Daniela Escobar đã góp mặt trong các chương cuối của tiểu thuyết Ti Ti Ti Daguilene với tư cách là mẹ của nhân vật của Stefany, Sophie Charlotte.
Daniela Escobar đang đóng phim trong tiểu thuyết 18h, A Vida da Gente, nơi cô đóng vai Suzana, mẹ nuôi của nhân vật Alice, do nữ diễn viên Sthefany Brito thủ vai.